# 勒魯瓦·薩內
勒羅伊·阿齐兹·薩內（德語：Leroy Aziz Sané；發音：[ˈliːʁɔʏ zaˈneː]；1996年1月11日—）是一位具有塞内加尔血统的德国足球运动员，司職翼鋒或進攻中場，現效力土耳其超級聯賽球會加拉塔薩雷和德国国家足球队。
萨内于2014年3月代表沙尔克04完成了职业生涯首秀，又于2016年以3700万欧元的转会费加盟曼城。在帮助曼城赢得英超和联赛杯冠军后，他被评为2017-18赛季的PFA年度最佳青年球員；在随后一个赛季，他更是随队实现了本土三冠王的壮举。萨内于2015年11月首度入选德国国家队参加国际比赛，并作为球队的一份子在2016年欧锦赛中进军半决赛。

## 早年生涯及家庭
1996年1月11日出生于德国埃森，是前塞内加尔国脚苏莱曼·萨内和前德国体操运动员雷吉娜·韦伯的儿子。 其父亲苏莱曼在法国长大，并在法国军队服役期间于1982年随部队至德国驻军。随后，他以职业球员的身份在德国展开职业生涯，并曾先后效力多支球队。在1990年代效力瓦滕沙伊德09期间，苏莱曼遇到了勒罗伊的母亲雷吉娜。后者是一名体操运动员，曾赢得许多德国锦标赛冠军以及1984年洛杉矶奥运会的艺术体操铜牌。
为了纪念父亲的恩师，“勒罗伊”之名取自塞内加尔国家队前主教练克洛德·勒鲁瓦。勒罗伊·萨内是在波鸿市辖区瓦滕沙伊德的洛尔海德体育场周边长大，并在盖尔森基兴的贝格尔·费尔德综合高中取得高中文凭。他的两个兄弟同为足球运动员，其中长兄效力于纽伦堡二队，胞弟则为沙尔克04的青训球员。

## 俱乐部生涯

### 青年时期
萨内将梅西和罗纳尔迪尼奥视为其榜样，自2001年开始在瓦滕沙伊德09青年队踢球——这也是他父亲曾效力多年的俱乐部。四年后，他转投沙尔克04青训营，然后又于2008年加入勒沃库森青训营，并随该队于2010年赢得西德青年冠军。至2011年，萨内重返沙尔克04的青训中心——“矿工锻造场”。

### 沙尔克04

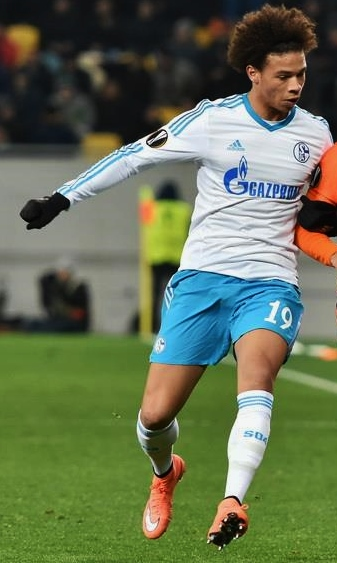
萨内代表沙尔克04参赛（2016年）

在随后的两年中，萨内被广泛作为替补球员使用。在2012年和2013年，他跟随U17梯队相继赢得西德青年冠军和威斯特法伦杯冠军。至2013-14赛季，他升入U19梯队，成为主教练诺贝特·埃尔格特麾下的重要一员。同时，由于他在欧洲青年联赛中的优异表现，萨内自2015-16赛季起获得了一份为期三年的职业合同。2014年3月，沙尔克04的阵容由于多人伤病而被削弱，因此萨内得以于2014年3月28日首次入选一线队的比赛大名单，但未获得登场机会。直至同年4月20日，在沙尔克04客场以1比3不敌斯图加特的比赛中，萨内才于第77分钟替换邁爾登场，完成德甲联赛的处子秀。而这也是他在2013-14赛季德甲的唯一一次出场。
在2014-15赛季，萨内晋身一线队阵容。他于2014年12月13日主场以2比1战胜科隆的比赛中射入个人德甲首球。翌年3月10日，萨内又在欧冠十六强对阵皇家马德里次回合比赛中完成了自己的欧战首秀。在这场以4比3获胜的比赛中，他共取得1个入球及1次助攻，但仍无法避免球队以总比分4比5被淘汰出局。至赛季结束，萨内共参加了13场德甲联赛，并射入3球及1次助攻；此外还代表U19梯队参加了青年德甲联赛的决赛并顺利夺冠。
至2015-16赛季，萨内成为一线队的主力球员。从德甲第五轮至第七轮，他于每场比赛都取得入球。这一高光表现吸引了时任联邦主教练勒夫的注意。在赛季前半程，萨内打满了全部17场比赛，射入4球并有4次助攻。而在欧洲联赛中，他则于5场分组赛中射入1球及1次助攻。媒体因而将其誉为“上半赛季的流星”。在赛季的后半程，萨内仅缺席了一场联赛，又再射入4球及2次助攻。他与沙尔克04的合同则续签至2019年。

### 曼彻斯特城

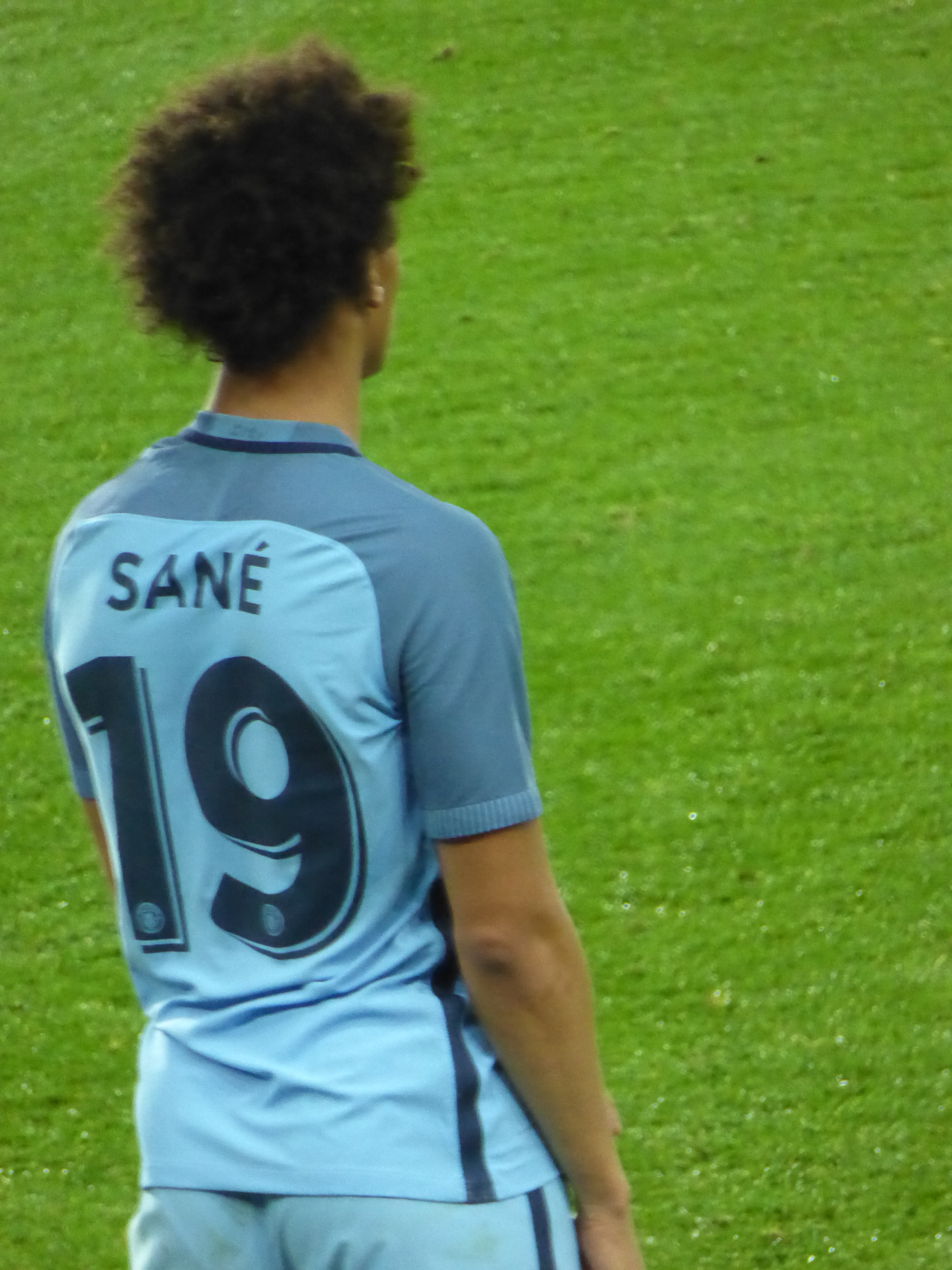
萨内于2016年10月参加曼市德比

2016年8月2日，萨内加盟英超俱乐部曼彻斯特城，并签订一份为期五年的合同，至2021年6月30日届满。尽管两家俱乐部都未公布转会费，德国媒体仍估计约为5000万欧元（约合3700万英镑），与绩效相关的附加费则可能使这笔金额达到4650万英镑，从而成为有史以来最昂贵的德国球员交易。9月10日，在以2比1战胜曼联的曼徹斯特德比中，萨内完成英超首秀。他的首个英超入球则是在12月8日主场以2比1击败阿森纳的比赛中取得。在效力曼城的首个赛季，萨内在主教练瓜迪奥拉的指导下共参加了26场联赛并射入5球。然而至赛季末，萨内透露他相信自己在曼城处子赛季受到了自身无法通过鼻子呼吸的限制。他表示自己在比赛中特别痛苦，不断的鼻塞阻碍了他的表现并给他带来极大的挫败感。他选择在赛季休假期间进行矫正手术。尽管这使他错过了当年的联合会杯，但慢性鼻充血使得他越来越难以忍受，他希望在来季感到健康和快乐。
萨内在2017-18赛季的表现得到进一步提高。2017年9月9日，他在曼城主场以5比0大胜利物浦的比赛中攻入了两个进球。同年10月，当萨内于三场比赛连续入球并取得1次助攻后，他被评为“英超当月最佳球员”。至赛季末，萨内在英超联赛中共录得32次出场（27次首发），射入10球及助攻15次；他跟随曼城赢得了英超冠军和联赛杯冠军，并力压队友史達寧、艾達臣以及托特纳姆热刺凱恩，当选为PFA年度最佳青年球員。
2018年9月15日，萨内在曼城主场以3比0击败富勒姆射入首球，也是他在2018-19赛季的首球。2019年1月3日，他又在对阵利物浦比赛中的第72分钟为曼城建功，就此终结了对手在英超联赛中的连续不败记录。他在这一赛季共参加了31场联赛及射入10球，但其中只有21次首发。并跟随曼城赢得了联赛、足总杯及联赛杯的本土三冠王。
在2019-20赛季开始之前，萨内一再与德甲俱乐部拜仁慕尼黑传出联系，以取代后者已分别离队及退役的里贝里和罗本。时任拜仁主教练的科瓦奇在7月底接受德国电视二台的采访时也表示，他很有信心将得到萨内。尽管这项交易接近完成，萨内还是在8月初对阵利物浦的社区盾比赛中入选了首发阵容，并在开场约10分钟遭遇十字韧带撕裂。伤病使得他在赛季的大部分时间内都处于竞争出场的状态，同时他也中止了与拜仁的谈判，直至其伤势得以恢复。
2020年6月，萨内表示拒绝与曼城主教练瓜迪奥拉续约，他原计划于赛季结束前的7月初离队，由于冠状病毒大流行而被推迟至7月底。他也不再随曼城参加2020年8月复赛的2019-20赛季欧冠淘汰赛。

### 拜仁慕尼黑
2020年7月2日，拜仁慕尼黑正式宣布萨内加盟，双方签订了一份为期5年的合约，至2025年6月30日届满。转会费据报道为4500万欧元，另加附加费用。
2020年9月18日，薩內在對上前東家沙尔克04的比賽踢進了為拜仁慕尼黑效力的第一個進球，助攻為德國國家足球隊隊友基米希。

## 国家队生涯

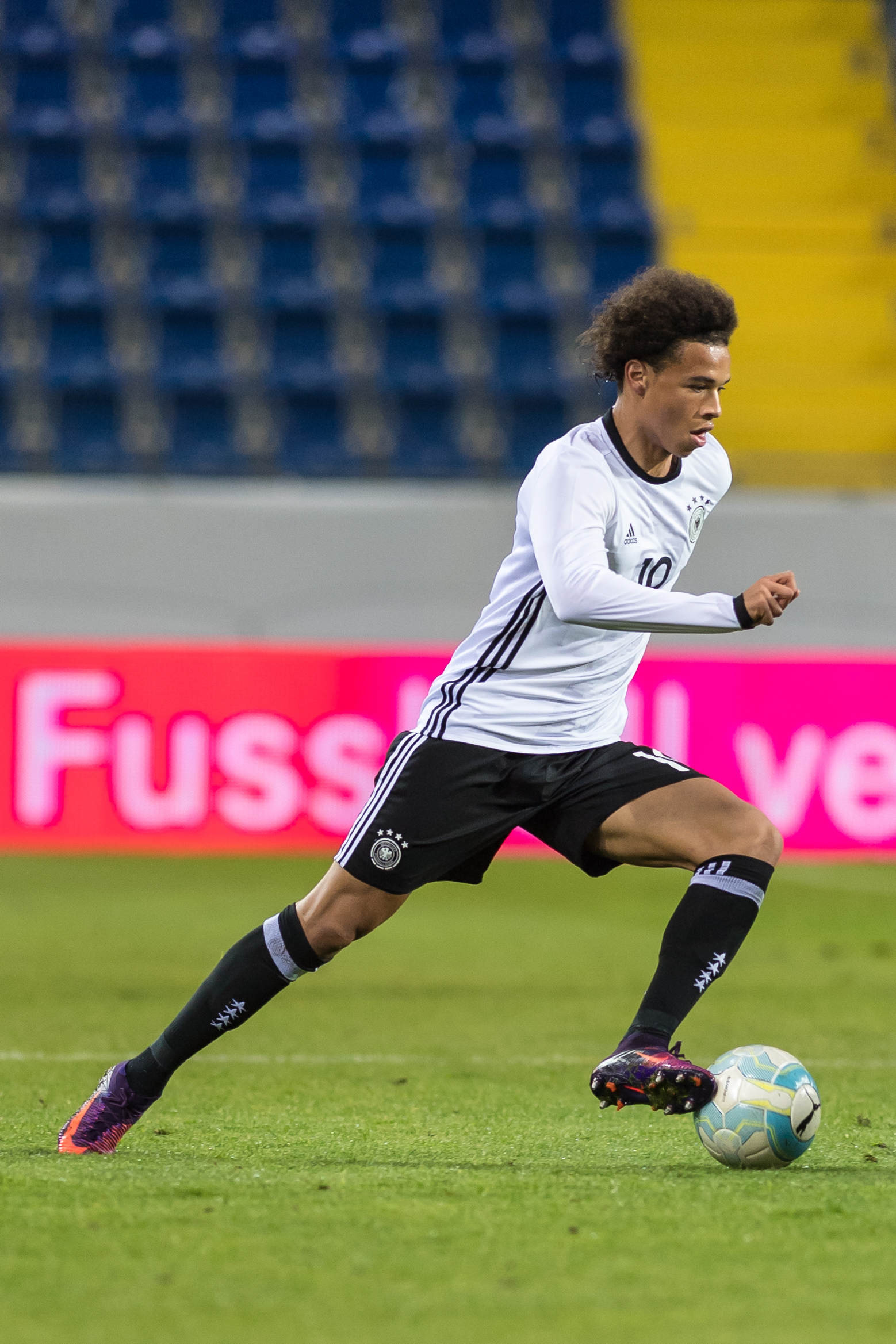
代表德国青年队上阵的萨内（2016年）

萨内身披国字号球衣的首秀是2014年9月5日，代表德国U19在科隆的赫恩贝格体育公园对阵荷兰。他于比赛的第67分钟射入一球，帮助德国以3比2击败对手。而在希腊举行的2015年欧洲U-19足球锦标赛中，他于全部三场分组赛均未获出场，球队也被淘汰出局，成为分组赛阶段的最后一名。
2015年8月28日，萨内首次获得青年队主教练赫鲁贝施召入德国U21青年队，以备战对阵丹麦的友谊赛和对阵阿塞拜疆的2017年欧洲U-21足球锦标赛预选赛。2015年9月3日，萨内完成德国U21的首秀，在吕贝克植鞣磨坊体育场以2比1击败丹麦的比赛中，他于第73分钟替换布蘭特登场。一个月后，即2015年10月9日，他又在对阵芬兰欧洲U-21足球锦标赛预选赛中射入德国队的前两粒入球，并帮助球队取得4比0的大胜。
萨内于2015年11月13日在圣但尼法兰西体育场对阵法国的友谊赛中首次得到德国成年组国家足球队的征召。这场比赛却因恐怖袭击而蒙上阴影。他在第61分钟替换德拉克斯勒登场完成首秀，但德国却以0比2败北。萨内也入选了2016年欧洲足球锦标赛的德国参赛名单，他在这届赛事中的唯一亮相是在对阵法国的半决赛，于第79分钟入替施魏因斯泰格，而德国同样以0比2失利。
2018年，萨内落选了俄罗斯世界杯的德国23人参赛名单。勒夫令人惊讶的不带萨内参加这届世界杯的决定在媒体上引发了争议，并受到广泛批评。曾长期担任国家队队长的足球名宿巴拉克也批评了勒夫的这一决定。毕竟，萨内已经是2017-18赛季的英超联赛最佳新秀。德国足协副主席科赫在德国体育一台的“连过两人”节目中声称，萨内的落选是由于“内部原因”，而非竞技因素。勒夫则不同意科赫的说法，并表示他从未与科赫讨论过萨内的提名。
在2018年11月15以3比0战胜俄罗斯的国际友谊赛中，萨内射入了其成年组国家队的首个入球。而在四天后以2比2战平荷兰的欧洲国家联赛中，他又射入了个人首粒国际正式比赛入球。

## 個人生活
2020年12月，臨近聖誕節之際，薩內慷慨解囊，捐助了慕尼黑“Kaltebus München eV”組織（會用食品車向需要的人們發放熱食）、蓋爾森基興（“蓋爾森基興，伸出援手——溫暖過夜”計劃）和曼徹斯特“社區綜合關懷”機構（意在為有需要的人提供聖誕禮物、食物和大量實物的捐贈），三座城市的公益項目。

## 比赛风格
萨内可以胜任中场的多个位置。其强项包括技术、盘带、护球和速度等。然而，萨内在曼城的主教练瓜迪奥拉则对他的回防能力和缺乏压迫感而感到不满。

## 生涯统计

### 俱乐部数据
最後更新：2020年6月22日比赛
| 俱乐部     | 赛季     | 联赛     | 联赛 | 联赛 | 本土杯赛 | 本土杯赛 | 联赛杯 | 联赛杯 | 欧洲赛事 | 欧洲赛事 | 其它 | 其它 | 总计 | 总计 |
| 俱乐部     | 赛季     | 联赛     | 出场 | 入球 | 出场     | 入球     | 出场   | 入球   | 出场     | 入球     | 出场 | 入球 | 出场 | 入球 |
| ---------- | -------- | -------- | ---- | ---- | -------- | -------- | ------ | ------ | -------- | -------- | ---- | ---- | ---- | ---- |
| 沙尔克04   | 2013–14  | 德甲     | 1    | 0    | 0        | 0        | —      | —      | 0        | 0        | —    | —    | 1    | 0    |
| 沙尔克04   | 2014–15  | 德甲     | 13   | 3    | 0        | 0        | —      | —      | 1        | 1        | —    | —    | 14   | 4    |
| 沙尔克04   | 2015–16  | 德甲     | 33   | 8    | 2        | 0        | —      | —      | 7        | 1        | —    | —    | 42   | 9    |
| 沙尔克04   | 总计     | 总计     | 47   | 11   | 2        | 0        | —      | —      | 8        | 2        | —    | —    | 57   | 13   |
| 曼彻斯特城 | 2016–17  | 英超     | 26   | 5    | 5        | 2        | 2      | 0      | 4        | 2        | —    | —    | 37   | 9    |
| 曼彻斯特城 | 2017–18  | 英超     | 32   | 10   | 3        | 1        | 5      | 3      | 9        | 0        | —    | —    | 49   | 14   |
| 曼彻斯特城 | 2018–19  | 英超     | 31   | 10   | 4        | 2        | 3      | 0      | 8        | 4        | 1    | 0    | 47   | 16   |
| 曼彻斯特城 | 2019–20  | 英超     | 1    | 0    | 0        | 0        | 0      | 0      | 0        | 0        | 1    | 0    | 2    | 0    |
| 曼彻斯特城 | 总计     | 总计     | 90   | 25   | 12       | 5        | 10     | 3      | 21       | 6        | 2    | 0    | 135  | 39   |
| 生涯总计   | 生涯总计 | 生涯总计 | 137  | 36   | 14       | 5        | 10     | 3      | 29       | 8        | 2    | 0    | 192  | 52   |

1. ↑  包括德国足协杯、英格兰足总杯
2. ↑  包括英格兰联赛杯
3. 1 2 3 4  出战欧冠联赛
4. ↑  出战欧洲联赛
5. 1 2  出战英格兰社区盾

### 国家队数据
最後更新：2019年6月11日比赛
| 国家队 | 年度 | 出场 | 入球 |
| ------ | ---- | ---- | ---- |
| 德国   | 2015 | 1    | 0    |
| 德国   | 2016 | 3    | 0    |
| 德国   | 2017 | 5    | 0    |
| 德国   | 2018 | 8    | 2    |
| 德国   | 2019 | 4    | 3    |
| 总计   | 总计 | 21   | 5    |

#### 国际入球
德国队的比分及入球列前。
| 顺序 | 日期           | 场地                                | 出场 | 对手     | 入球 | 比分 | 比赛                       |
| ---- | -------------- | ----------------------------------- | ---- | -------- | ---- | ---- | -------------------------- |
| 1    | 2018年11月15日 | 德国莱比锡，红牛竞技场              | 16   | 俄羅斯   | 1–0  | 3–0  | 友谊赛                     |
| 2    | 2018年11月19日 | 德国盖尔森基兴，费尔廷斯竞技场      | 17   | 荷蘭     | 2–0  | 2–2  | 2018-19赛季A级欧洲国家联赛 |
| 3    | 2019年3月24日  | 荷兰阿姆斯特丹，约翰·克鲁伊夫竞技场 | 19   | 荷蘭     | 1–0  | 3–2  | 2020年欧洲足球锦标赛预选赛 |
| 4    | 2019年6月8日   | 白俄罗斯鲍里索夫，鲍里索夫竞技场    | 20   | 白俄羅斯 | 1–0  | 2–0  | 2020年欧洲足球锦标赛预选赛 |
| 5    | 2019年6月11日  | 德国美因茨，欧宝竞技场              | 21   | 爱沙尼亚 | 8–0  | 8–0  | 2020年欧洲足球锦标赛预选赛 |

## 荣誉
沙爾克04
- U19德国足球冠军：2015
- U19德甲联赛西区冠军：2013、2014、2015
- U17德甲联赛西区冠军：2013

曼城
- 英超冠軍：2017-18、2018-19
- 英格兰足总杯冠軍：2018–19
- 英格兰联赛杯冠軍：2017–18[74]、2018–19
- 英格兰社区盾冠軍：2018[75] 、2019[76]

拜仁慕尼黑
- 德甲冠軍：2020-21、2021-22、2022-23
- 德國超級盃冠軍：2020、2021、2022[77]
- 歐洲超級盃冠軍：2020
- 世俱杯冠軍：2020

### 个人
- PFA年度最佳青年球員：2018年
- 英超每月最佳球員：2017年10月